# MCB Tower
MCB Tower postavená v Karáčí v Pákistánu je ústředí Muslim Commercial Bank. Budova má 29 poschodí a tři patra pod úrovní silnice.